# Vattenpolo vid världsmästerskapen i simsport 2024 – Damernas turnering
Damernas turnering i vattenpolo vid världsmästerskapen i simsport 2024 hölls mellan den 4 och 16 februari 2024 i Doha i Qatar.
USA vann sin totalt åttonde titel.

## Kval
Av de kvalificerade lagen var det 13 lag som återvände från 2023. Singapore kvalificerade sig för första gången genom tiderna efter att Japan dragit sig ur på grund av ekonomiska anledningar och blev då det andra landet från Sydostasien att kvalificera sig till VM efter att Thailand kvalificerade sig 2022. Storbritannien kvalificerade sig för första gången på 11 år och Brasilien återvände till VM efter att dragit sig ur från turneringen 2023.  efter att dragit sig ur från turneringen 2023. Argentina, Israel och Japan var de lagen som missade denna upplaga men som var med föregående år.

| Tävling                    | Datum                         | Värd       | Platser | Kvalificerade                           |
| -------------------------- | ----------------------------- | ---------- | ------- | --------------------------------------- |
| World Cup 2023             | 11 april – 25 juni 2023       | Long Beach | 2       | USA · Nederländerna                     |
| Världsmästerskapen 2023    | 16–28 juli 2023               | Fukuoka    | 4       | Spanien · Italien · Australien · Ungern |
| Asiatiska spelen 2022      | 25 september – 1 oktober 2023 | Hangzhou   | 3       | Kina · Japan · Kazakstan · Singapore    |
| Panamerikanska spelen 2023 | 30 oktober – 4 november 2023  | Santiago   | 2       | Kanada · Brasilien                      |
| Europamästerskapet 2024    | 5–13 januari 2024             | Eindhoven  | 3       | Grekland · Frankrike · Storbritannien   |
| Afrikas val                | —                             | —          | 1       | Sydafrika                               |
| Oceaniens val              | —                             | —          | 1       | Nya Zeeland                             |
| Totalt                     |                               |            | 16      |                                         |

- På grund av en begränsad budget tvingades Japan dra sig ur turneringen och ersattes av Singapore.[2]

## Program
Alla tider är lokala (UTC+3).
| Datum            | Tid   | Omgång                          |
| ---------------- | ----- | ------------------------------- |
| 4 februari 2024  | 09:00 | Gruppspel                       |
| 6 februari 2024  | 09:00 | Gruppspel                       |
| 8 februari 2024  | 09:00 | Gruppspel                       |
| 10 februari 2024 | 09:00 | Slutspel/Placeringsmatcher      |
| 12 februari 2024 | 09:00 | Kvartsfinaler/Placeringsmatcher |
| 14 februari 2024 | 09:00 | Semifinaler/Placeringsmatcher   |
| 16 februari 2024 | 10:00 | Finaler                         |

## Spelartrupper
Varje lag hade tagit ut en spelatrupp på maximalt 15 spelare.

## Gruppspel
Alla tider är lokala (UTC+3).

### Grupp A
| Pos | Lag           | S | V | StrV | StrF | F | GM | IM | MS  | P | Kvalificering            |
| --- | ------------- | - | - | ---- | ---- | - | -- | -- | --- | - | ------------------------ |
| 1   | USA           | 3 | 3 | 0    | 0    | 0 | 63 | 16 | +47 | 9 | Kvartsfinal              |
| 2   | Nederländerna | 3 | 2 | 0    | 0    | 1 | 62 | 19 | +43 | 6 | Slutspel                 |
| 3   | Kazakstan     | 3 | 0 | 1    | 0    | 2 | 17 | 69 | −52 | 2 | Slutspel                 |
| 4   | Brasilien     | 3 | 0 | 0    | 1    | 2 | 20 | 58 | −38 | 1 | Semifinal om plats 13–16 |

|       | 4 februari 2024 | Kazakstan                  | 16 – 15                      | Brasilien    | Aspire Dome                                                      |                                                                  |
| 09:00 | 09:00           | Novikova, Pochinok 3       | (1–2, 2–2, 5–3, 2–3) Rapport | Cavalcante 4 | Doha Domare: Tamas Couper (Nya Zeeland) Matan Painchaud (Kanada) | Doha Domare: Tamas Couper (Nya Zeeland) Matan Painchaud (Kanada) |
| 09:00 | 09:00           |                            |                              |              | Doha Domare: Tamas Couper (Nya Zeeland) Matan Painchaud (Kanada) | Doha Domare: Tamas Couper (Nya Zeeland) Matan Painchaud (Kanada) |
| 09:00 | 09:00           | Straffsparksläggning 6 – 5 |                              |              | Doha Domare: Tamas Couper (Nya Zeeland) Matan Painchaud (Kanada) | Doha Domare: Tamas Couper (Nya Zeeland) Matan Painchaud (Kanada) |

|       | 4 februari 2024 | USA           | 10 – 8                       | Nederländerna   | Aspire Dome                                                      |                                                                  |
| 18:45 | 18:45           | tre spelare 2 | (3–2, 3–3, 3–1, 1–2) Rapport | Van de Kraats 4 | Doha Domare: Nóra Debreceni (Ungern) Giuliana Nicolosi (Italien) | Doha Domare: Nóra Debreceni (Ungern) Giuliana Nicolosi (Italien) |
| 18:45 | 18:45           |               |                              |                 | Doha Domare: Nóra Debreceni (Ungern) Giuliana Nicolosi (Italien) | Doha Domare: Nóra Debreceni (Ungern) Giuliana Nicolosi (Italien) |
| 18:45 | 18:45           |               |                              |                 | Doha Domare: Nóra Debreceni (Ungern) Giuliana Nicolosi (Italien) | Doha Domare: Nóra Debreceni (Ungern) Giuliana Nicolosi (Italien) |

|       | 6 februari 2024 | Nederländerna | 27 – 4                       | Kazakstan | Aspire Dome                                                   |                                                               |
| 17:30 | 17:30           | Joustra 7     | (6–0, 4–1, 8–3, 9–0) Rapport | Tsoy 2    | Doha Domare: David Couper (Nya Zeeland) Asumi Tsuzaki (Japan) | Doha Domare: David Couper (Nya Zeeland) Asumi Tsuzaki (Japan) |
| 17:30 | 17:30           |               |                              |           | Doha Domare: David Couper (Nya Zeeland) Asumi Tsuzaki (Japan) | Doha Domare: David Couper (Nya Zeeland) Asumi Tsuzaki (Japan) |
| 17:30 | 17:30           |               |                              |           | Doha Domare: David Couper (Nya Zeeland) Asumi Tsuzaki (Japan) | Doha Domare: David Couper (Nya Zeeland) Asumi Tsuzaki (Japan) |

|       | 6 februari 2024 | Brasilien | 5 – 21                       | USA        | Aspire Dome                                                    |                                                                |
| 20:30 | 20:30           | Belorio 2 | (2–7, 1–6, 0–4, 2–4) Rapport | Steffens 5 | Doha Domare: György Kun (Ungern) Stanko Ivanovski (Montenegro) | Doha Domare: György Kun (Ungern) Stanko Ivanovski (Montenegro) |
| 20:30 | 20:30           |           |                              |            | Doha Domare: György Kun (Ungern) Stanko Ivanovski (Montenegro) | Doha Domare: György Kun (Ungern) Stanko Ivanovski (Montenegro) |
| 20:30 | 20:30           |           |                              |            | Doha Domare: György Kun (Ungern) Stanko Ivanovski (Montenegro) | Doha Domare: György Kun (Ungern) Stanko Ivanovski (Montenegro) |

|       | 8 februari 2024 | Brasilien  | 5 – 27                       | Nederländerna | Aspire Dome                                                         |                                                                     |
| 16:00 | 16:00           | Ferreira 2 | (1–7, 1–4, 2–7, 1–9) Rapport | tre spelare 5 | Doha Domare: Giuliana Nicolosi (Italien) David Couper (Nya Zeeland) | Doha Domare: Giuliana Nicolosi (Italien) David Couper (Nya Zeeland) |
| 16:00 | 16:00           |            |                              |               | Doha Domare: Giuliana Nicolosi (Italien) David Couper (Nya Zeeland) | Doha Domare: Giuliana Nicolosi (Italien) David Couper (Nya Zeeland) |
| 16:00 | 16:00           |            |                              |               | Doha Domare: Giuliana Nicolosi (Italien) David Couper (Nya Zeeland) | Doha Domare: Giuliana Nicolosi (Italien) David Couper (Nya Zeeland) |

|       | 8 februari 2024 | USA                | 32 – 3                       | Kazakstan     | Aspire Dome                                                             |                                                                         |
| 17:30 | 17:30           | Fattal, Steffens 5 | (8–0, 8–0, 9–1, 7–2) Rapport | tre spelare 1 | Doha Domare: Ashleigh Kaeshler (Australien) Cheng Beng Guan (Singapore) | Doha Domare: Ashleigh Kaeshler (Australien) Cheng Beng Guan (Singapore) |
| 17:30 | 17:30           |                    |                              |               | Doha Domare: Ashleigh Kaeshler (Australien) Cheng Beng Guan (Singapore) | Doha Domare: Ashleigh Kaeshler (Australien) Cheng Beng Guan (Singapore) |
| 17:30 | 17:30           |                    |                              |               | Doha Domare: Ashleigh Kaeshler (Australien) Cheng Beng Guan (Singapore) | Doha Domare: Ashleigh Kaeshler (Australien) Cheng Beng Guan (Singapore) |

### Grupp B
| Pos | Lag       | S | V | StrV | StrF | F | GM | IM | MS  | P | Kvalificering            |
| --- | --------- | - | - | ---- | ---- | - | -- | -- | --- | - | ------------------------ |
| 1   | Spanien   | 3 | 3 | 0    | 0    | 0 | 48 | 20 | +28 | 9 | Kvartsfinal              |
| 2   | Grekland  | 3 | 2 | 0    | 0    | 1 | 41 | 31 | +10 | 6 | Slutspel                 |
| 3   | Kina      | 3 | 0 | 1    | 0    | 2 | 20 | 46 | −26 | 2 | Slutspel                 |
| 4   | Frankrike | 3 | 0 | 0    | 1    | 2 | 19 | 31 | −12 | 1 | Semifinal om plats 13–16 |

|       | 4 februari 2024 | Kina | 5 – 18                       | Spanien  | Aspire Dome                                                            |                                                                        |
| 10:30 | 10:30           | Lu 2 | (2–3, 2–5, 1–4, 0–6) Rapport | Crespí 4 | Doha Domare: Ashley Kaeshler (Australien) Andreia Stanojević (Serbien) | Doha Domare: Ashley Kaeshler (Australien) Andreia Stanojević (Serbien) |
| 10:30 | 10:30           |      |                              |          | Doha Domare: Ashley Kaeshler (Australien) Andreia Stanojević (Serbien) | Doha Domare: Ashley Kaeshler (Australien) Andreia Stanojević (Serbien) |
| 10:30 | 10:30           |      |                              |          | Doha Domare: Ashley Kaeshler (Australien) Andreia Stanojević (Serbien) | Doha Domare: Ashley Kaeshler (Australien) Andreia Stanojević (Serbien) |

|       | 4 februari 2024 | Grekland    | 11 – 6                       | Frankrike | Aspire Dome                                                     |                                                                 |
| 12:00 | 12:00           | Plevritou 3 | (3–2, 2–1, 4–2, 2–1) Rapport | Guillet 2 | Doha Domare: Frank Ohme (Tyskland) Andrej Franulović (Kroatien) | Doha Domare: Frank Ohme (Tyskland) Andrej Franulović (Kroatien) |
| 12:00 | 12:00           |             |                              |           | Doha Domare: Frank Ohme (Tyskland) Andrej Franulović (Kroatien) | Doha Domare: Frank Ohme (Tyskland) Andrej Franulović (Kroatien) |
| 12:00 | 12:00           |             |                              |           | Doha Domare: Frank Ohme (Tyskland) Andrej Franulović (Kroatien) | Doha Domare: Frank Ohme (Tyskland) Andrej Franulović (Kroatien) |

|       | 6 februari 2024 | Frankrike                  | 10 – 11                      | Kina       | Aspire Dome                                                   |                                                               |
| 09:00 | 09:00           | Battu, Bouloukbakchi 2     | (0–2, 2–1, 3–3, 1–0) Rapport | Zhang J. 5 | Doha Domare: Nóra Debreceni (Ungern) Helen Painchaud (Kanada) | Doha Domare: Nóra Debreceni (Ungern) Helen Painchaud (Kanada) |
| 09:00 | 09:00           |                            |                              |            | Doha Domare: Nóra Debreceni (Ungern) Helen Painchaud (Kanada) | Doha Domare: Nóra Debreceni (Ungern) Helen Painchaud (Kanada) |
| 09:00 | 09:00           | Straffsparksläggning 4 – 5 |                              |            | Doha Domare: Nóra Debreceni (Ungern) Helen Painchaud (Kanada) | Doha Domare: Nóra Debreceni (Ungern) Helen Painchaud (Kanada) |

|       | 6 februari 2024 | Spanien | 16 – 8                       | Grekland      | Aspire Dome                                                             |                                                                         |
| 19:00 | 19:00           | Ortiz 4 | (2–2, 5–2, 4–2, 5–2) Rapport | tre spelare 2 | Doha Domare: Alessandro Severo (Italien) Ashleigh Kaeshler (Australien) | Doha Domare: Alessandro Severo (Italien) Ashleigh Kaeshler (Australien) |
| 19:00 | 19:00           |         |                              |               | Doha Domare: Alessandro Severo (Italien) Ashleigh Kaeshler (Australien) | Doha Domare: Alessandro Severo (Italien) Ashleigh Kaeshler (Australien) |
| 19:00 | 19:00           |         |                              |               | Doha Domare: Alessandro Severo (Italien) Ashleigh Kaeshler (Australien) | Doha Domare: Alessandro Severo (Italien) Ashleigh Kaeshler (Australien) |

|       | 8 februari 2024 | Spanien | 14 – 7                       | Frankrike                | Aspire Dome                                                      |                                                                  |
| 19:00 | 19:00           | Nogué 3 | (2–0, 5–4, 4–1, 3–2) Rapport | Bouloukbakchi, Vernoux 2 | Doha Domare: Hélène Painchaud (Kanada) Darren Spiritosanto (USA) | Doha Domare: Hélène Painchaud (Kanada) Darren Spiritosanto (USA) |
| 19:00 | 19:00           |         |                              |                          | Doha Domare: Hélène Painchaud (Kanada) Darren Spiritosanto (USA) | Doha Domare: Hélène Painchaud (Kanada) Darren Spiritosanto (USA) |
| 19:00 | 19:00           |         |                              |                          | Doha Domare: Hélène Painchaud (Kanada) Darren Spiritosanto (USA) | Doha Domare: Hélène Painchaud (Kanada) Darren Spiritosanto (USA) |

|       | 8 februari 2024 | Grekland           | 22 – 9                       | Kina   | Aspire Dome                                                     |                                                                 |
| 20:30 | 20:30           | Ninou, Plevritou 4 | (7–2, 4–2, 6–1, 5–4) Rapport | Deng 3 | Doha Domare: Nóra Debreceni (Ungern) Lucas Letshabo (Sydafrika) | Doha Domare: Nóra Debreceni (Ungern) Lucas Letshabo (Sydafrika) |
| 20:30 | 20:30           |                    |                              |        | Doha Domare: Nóra Debreceni (Ungern) Lucas Letshabo (Sydafrika) | Doha Domare: Nóra Debreceni (Ungern) Lucas Letshabo (Sydafrika) |
| 20:30 | 20:30           |                    |                              |        | Doha Domare: Nóra Debreceni (Ungern) Lucas Letshabo (Sydafrika) | Doha Domare: Nóra Debreceni (Ungern) Lucas Letshabo (Sydafrika) |

### Grupp C
| Pos | Lag         | S | V | StrV | StrF | F | GM | IM  | MS  | P | Kvalificering            |
| --- | ----------- | - | - | ---- | ---- | - | -- | --- | --- | - | ------------------------ |
| 1   | Ungern      | 3 | 3 | 0    | 0    | 0 | 71 | 19  | +52 | 9 | Kvartsfinal              |
| 2   | Australien  | 3 | 2 | 0    | 0    | 1 | 54 | 20  | +34 | 6 | Slutspel                 |
| 3   | Nya Zeeland | 3 | 1 | 0    | 0    | 2 | 44 | 36  | +8  | 3 | Slutspel                 |
| 4   | Singapore   | 3 | 0 | 0    | 0    | 3 | 7  | 101 | −94 | 0 | Semifinal om plats 13–16 |

|       | 4 februari 2024 | Australien | 32 – 1                        | Singapore | Aspire Dome                                                     |                                                                 |
| 13:30 | 13:30           | Gofers 5   | (7–1, 13–0, 6–0, 6–0) Rapport | Wan 1     | Doha Domare: Matan Schwartz (Israel) Lucas Letshabo (Sydafrika) | Doha Domare: Matan Schwartz (Israel) Lucas Letshabo (Sydafrika) |
| 13:30 | 13:30           |            |                               |           | Doha Domare: Matan Schwartz (Israel) Lucas Letshabo (Sydafrika) | Doha Domare: Matan Schwartz (Israel) Lucas Letshabo (Sydafrika) |
| 13:30 | 13:30           |            |                               |           | Doha Domare: Matan Schwartz (Israel) Lucas Letshabo (Sydafrika) | Doha Domare: Matan Schwartz (Israel) Lucas Letshabo (Sydafrika) |

|       | 4 februari 2024 | Ungern      | 19 – 8                       | Nya Zeeland | Aspire Dome                                                       |                                                                   |
| 15:00 | 15:00           | Gurisatti 6 | (5–2, 4–2, 2–1, 8–3) Rapport | McDowall 4  | Doha Domare: Asumi Tsuzaki (Japan) Natalia Markopoulou (Grekland) | Doha Domare: Asumi Tsuzaki (Japan) Natalia Markopoulou (Grekland) |
| 15:00 | 15:00           |             |                              |             | Doha Domare: Asumi Tsuzaki (Japan) Natalia Markopoulou (Grekland) | Doha Domare: Asumi Tsuzaki (Japan) Natalia Markopoulou (Grekland) |
| 15:00 | 15:00           |             |                              |             | Doha Domare: Asumi Tsuzaki (Japan) Natalia Markopoulou (Grekland) | Doha Domare: Asumi Tsuzaki (Japan) Natalia Markopoulou (Grekland) |

|       | 6 februari 2024 | Nya Zeeland       | 6 – 13                       | Australien | Aspire Dome                                                         |                                                                     |
| 10:30 | 10:30           | Doyle, Houghton 2 | (2–3, 2–3, 1–3, 1–4) Rapport | Williams 4 | Doha Domare: Matan Schwartz (Israel) Viktor Salnichenko (Kazakstan) | Doha Domare: Matan Schwartz (Israel) Viktor Salnichenko (Kazakstan) |
| 10:30 | 10:30           |                   |                              |            | Doha Domare: Matan Schwartz (Israel) Viktor Salnichenko (Kazakstan) | Doha Domare: Matan Schwartz (Israel) Viktor Salnichenko (Kazakstan) |
| 10:30 | 10:30           |                   |                              |            | Doha Domare: Matan Schwartz (Israel) Viktor Salnichenko (Kazakstan) | Doha Domare: Matan Schwartz (Israel) Viktor Salnichenko (Kazakstan) |

|       | 6 februari 2024 | Singapore | 2 – 39                          | Ungern                | Aspire Dome                                                         |                                                                     |
| 13:30 | 13:30           | Yap 2     | (0–11, 0–7, 2–11, 0–10) Rapport | Gurisatti, Rybanska 6 | Doha Domare: Lucas Letshabo (Sydafrika) Giuliana Nicolosi (Italien) | Doha Domare: Lucas Letshabo (Sydafrika) Giuliana Nicolosi (Italien) |
| 13:30 | 13:30           |           |                                 |                       | Doha Domare: Lucas Letshabo (Sydafrika) Giuliana Nicolosi (Italien) | Doha Domare: Lucas Letshabo (Sydafrika) Giuliana Nicolosi (Italien) |
| 13:30 | 13:30           |           |                                 |                       | Doha Domare: Lucas Letshabo (Sydafrika) Giuliana Nicolosi (Italien) | Doha Domare: Lucas Letshabo (Sydafrika) Giuliana Nicolosi (Italien) |

|       | 8 februari 2024 | Singapore | 4 – 30                        | Nya Zeeland | Aspire Dome                                                        |                                                                    |
| 09:00 | 09:00           | Yap 2     | (1–10, 0–9, 0–5, 3–6) Rapport | McDowall 9  | Doha Domare: Stanko Ivanovski (Montenegro) Yuri Maciel (Brasilien) | Doha Domare: Stanko Ivanovski (Montenegro) Yuri Maciel (Brasilien) |
| 09:00 | 09:00           |           |                               |             | Doha Domare: Stanko Ivanovski (Montenegro) Yuri Maciel (Brasilien) | Doha Domare: Stanko Ivanovski (Montenegro) Yuri Maciel (Brasilien) |
| 09:00 | 09:00           |           |                               |             | Doha Domare: Stanko Ivanovski (Montenegro) Yuri Maciel (Brasilien) | Doha Domare: Stanko Ivanovski (Montenegro) Yuri Maciel (Brasilien) |

|       | 8 februari 2024 | Ungern       | 13 – 9                       | Australien | Aspire Dome                                                     |                                                                 |
| 13:30 | 13:30           | Keszthelyi 5 | (4–2, 4–3, 3–1, 2–3) Rapport | Williams 3 | Doha Domare: Xavi Buch (Spanien) Natalia Markopoulou (Grekland) | Doha Domare: Xavi Buch (Spanien) Natalia Markopoulou (Grekland) |
| 13:30 | 13:30           |              |                              |            | Doha Domare: Xavi Buch (Spanien) Natalia Markopoulou (Grekland) | Doha Domare: Xavi Buch (Spanien) Natalia Markopoulou (Grekland) |
| 13:30 | 13:30           |              |                              |            | Doha Domare: Xavi Buch (Spanien) Natalia Markopoulou (Grekland) | Doha Domare: Xavi Buch (Spanien) Natalia Markopoulou (Grekland) |

### Grupp D
| Pos | Lag            | S | V | StrV | StrF | F | GM | IM | MS  | P | Kvalificering            |
| --- | -------------- | - | - | ---- | ---- | - | -- | -- | --- | - | ------------------------ |
| 1   | Italien        | 3 | 3 | 0    | 0    | 0 | 59 | 21 | +38 | 9 | Kvartsfinal              |
| 2   | Kanada         | 3 | 2 | 0    | 0    | 1 | 52 | 19 | +33 | 6 | Slutspel                 |
| 3   | Storbritannien | 3 | 1 | 0    | 0    | 2 | 29 | 47 | −18 | 3 | Slutspel                 |
| 4   | Sydafrika      | 3 | 0 | 0    | 0    | 3 | 10 | 63 | −53 | 0 | Semifinal om plats 13–16 |

|       | 4 februari 2024 | Storbritannien | 10 – 22                      | Italien            | Aspire Dome                                                    |                                                                |
| 16:30 | 16:30           | Turner 3       | (3–5, 2–6, 2–6, 3–5) Rapport | Avegno, Bianconi 4 | Doha Domare: Jennifer McCall (USA) Cheng Beng Guan (Singapore) | Doha Domare: Jennifer McCall (USA) Cheng Beng Guan (Singapore) |
| 16:30 | 16:30           |                |                              |                    | Doha Domare: Jennifer McCall (USA) Cheng Beng Guan (Singapore) | Doha Domare: Jennifer McCall (USA) Cheng Beng Guan (Singapore) |
| 16:30 | 16:30           |                |                              |                    | Doha Domare: Jennifer McCall (USA) Cheng Beng Guan (Singapore) | Doha Domare: Jennifer McCall (USA) Cheng Beng Guan (Singapore) |

|       | 4 februari 2024 | Sydafrika        | 2 – 24                       | Kanada        | Aspire Dome                                                         |                                                                     |
| 20:30 | 20:30           | Meecham, Zondo 1 | (0–6, 0–3, 2–8, 0–7) Rapport | tre spelare 5 | Doha Domare: Viktor Salnichenko (Kazakstan) Yuri Maciel (Brasilien) | Doha Domare: Viktor Salnichenko (Kazakstan) Yuri Maciel (Brasilien) |
| 20:30 | 20:30           |                  |                              |               | Doha Domare: Viktor Salnichenko (Kazakstan) Yuri Maciel (Brasilien) | Doha Domare: Viktor Salnichenko (Kazakstan) Yuri Maciel (Brasilien) |
| 20:30 | 20:30           |                  |                              |               | Doha Domare: Viktor Salnichenko (Kazakstan) Yuri Maciel (Brasilien) | Doha Domare: Viktor Salnichenko (Kazakstan) Yuri Maciel (Brasilien) |

|       | 6 februari 2024 | Kanada         | 20 – 5                       | Storbritannien | Aspire Dome                                                       |                                                                   |
| 12:00 | 12:00           | Lemay-Lavoie 4 | (6–1, 5–2, 3–0, 6–2) Rapport | Falvey 2       | Doha Domare: Natalia Markopoulou (Grekland) Jennifer McCall (USA) | Doha Domare: Natalia Markopoulou (Grekland) Jennifer McCall (USA) |
| 12:00 | 12:00           |                |                              |                | Doha Domare: Natalia Markopoulou (Grekland) Jennifer McCall (USA) | Doha Domare: Natalia Markopoulou (Grekland) Jennifer McCall (USA) |
| 12:00 | 12:00           |                |                              |                | Doha Domare: Natalia Markopoulou (Grekland) Jennifer McCall (USA) | Doha Domare: Natalia Markopoulou (Grekland) Jennifer McCall (USA) |

|       | 6 februari 2024 | Italien    | 25 – 3                       | Sydafrika  | Aspire Dome                                                       |                                                                   |
| 16:00 | 16:00           | Giustini 5 | (6–1, 5–1, 6–1, 8–0) Rapport | Versfeld 2 | Doha Domare: Andreia Stanojević (Serbien) Yuri Maciel (Brasilien) | Doha Domare: Andreia Stanojević (Serbien) Yuri Maciel (Brasilien) |
| 16:00 | 16:00           |            |                              |            | Doha Domare: Andreia Stanojević (Serbien) Yuri Maciel (Brasilien) | Doha Domare: Andreia Stanojević (Serbien) Yuri Maciel (Brasilien) |
| 16:00 | 16:00           |            |                              |            | Doha Domare: Andreia Stanojević (Serbien) Yuri Maciel (Brasilien) | Doha Domare: Andreia Stanojević (Serbien) Yuri Maciel (Brasilien) |

|       | 8 februari 2024 | Sydafrika | 5 – 14                       | Storbritannien | Aspire Dome                                                       |                                                                   |
| 10:30 | 10:30           | Penney 2  | (2–5, 0–4, 1–5, 2–0) Rapport | Falvey 3       | Doha Domare: Viktor Salnichenko (Kazakstan) Asumi Tsuzaki (Japan) | Doha Domare: Viktor Salnichenko (Kazakstan) Asumi Tsuzaki (Japan) |
| 10:30 | 10:30           |           |                              |                | Doha Domare: Viktor Salnichenko (Kazakstan) Asumi Tsuzaki (Japan) | Doha Domare: Viktor Salnichenko (Kazakstan) Asumi Tsuzaki (Japan) |
| 10:30 | 10:30           |           |                              |                | Doha Domare: Viktor Salnichenko (Kazakstan) Asumi Tsuzaki (Japan) | Doha Domare: Viktor Salnichenko (Kazakstan) Asumi Tsuzaki (Japan) |

|       | 8 februari 2024 | Italien    | 12 – 8                       | Kanada          | Aspire Dome                                           |                                                       |
| 12:00 | 12:00           | Marletta 4 | (4–4, 4–2, 2–2, 2–0) Rapport | Bakoc, Wright 2 | Doha Domare: Jennifer McCall (USA) Zhang Liang (Kina) | Doha Domare: Jennifer McCall (USA) Zhang Liang (Kina) |
| 12:00 | 12:00           |            |                              |                 | Doha Domare: Jennifer McCall (USA) Zhang Liang (Kina) | Doha Domare: Jennifer McCall (USA) Zhang Liang (Kina) |
| 12:00 | 12:00           |            |                              |                 | Doha Domare: Jennifer McCall (USA) Zhang Liang (Kina) | Doha Domare: Jennifer McCall (USA) Zhang Liang (Kina) |

## Slutspel
|  | Slutspel       | Slutspel    |               |       | Kvartsfinaler | Kvartsfinaler |   |  | Semifinaler | Semifinaler |  |  | Final | Final |
|  |                |             |               |       |               |               |   |  |             |             |  |  |       |       |
|  |                |             |               |       |               |               |   |  |             |             |  |  |       |       |
|  |                |             |               |       |               |               |   |  |             |             |  |  |       |       |
|  |                |             |               |       |               |               |   |  |             |             |  |  |       |       |
|  | 12 februari    |             |               |       |               |               |   |  |             |             |  |  |       |       |
|  |                |             |               |       |               |               |   |  |             |             |  |  |       |       |
|  | USA            | 10          |               |       |               |               |   |  |             |             |  |  |       |       |
|  | USA            | 10          | 10 februari   |       |               |               |   |  |             |             |  |  |       |       |
|  |                |             | Australien    | 9     |               |               |   |  |             |             |  |  |       |       |
|  | Australien     | 20          | Australien    | 9     |               |               |   |  |             |             |  |  |       |       |
|  | Australien     | 20          | 14 februari   |       |               |               |   |  |             |             |  |  |       |       |
|  | Storbritannien | 8           |               |       |               |               |   |  |             |             |  |  |       |       |
|  | Storbritannien | 8           | USA           | 11    |               |               |   |  |             |             |  |  |       |       |
|  |                |             | USA           | 11    |               |               |   |  |             |             |  |  |       |       |
|  |                | Spanien     | 9             |       |               |               |   |  |             |             |  |  |       |       |
|  |                | Spanien     | 9             |       |               |               |   |  |             |             |  |  |       |       |
|  | 12 februari    |             |               |       |               |               |   |  |             |             |  |  |       |       |
|  |                |             |               |       |               |               |   |  |             |             |  |  |       |       |
|  | Spanien        | 12          |               |       |               |               |   |  |             |             |  |  |       |       |
|  | Spanien        | 12          | 10 februari   |       |               |               |   |  |             |             |  |  |       |       |
|  |                |             | Kanada        | 9     |               |               |   |  |             |             |  |  |       |       |
|  | Nya Zeeland    | 12          | Kanada        | 9     |               |               |   |  |             |             |  |  |       |       |
|  | Nya Zeeland    | 12          | 16 februari   |       |               |               |   |  |             |             |  |  |       |       |
|  | Kanada         | 14          |               |       |               |               |   |  |             |             |  |  |       |       |
|  | Kanada         | 14          | USA           | 8     |               |               |   |  |             |             |  |  |       |       |
|  |                |             | USA           | 8     |               |               |   |  |             |             |  |  |       |       |
|  |                | Ungern      | 7             |       |               |               |   |  |             |             |  |  |       |       |
|  |                | Ungern      | 7             |       |               |               |   |  |             |             |  |  |       |       |
|  | 12 februari    |             |               |       |               |               |   |  |             |             |  |  |       |       |
|  |                |             |               |       |               |               |   |  |             |             |  |  |       |       |
|  | Ungern (Str.)  | 8 (5)       |               |       |               |               |   |  |             |             |  |  |       |       |
|  | Ungern (Str.)  | 8 (5)       | 10 februari   |       |               |               |   |  |             |             |  |  |       |       |
|  |                |             | Nederländerna | 8 (4) |               |               |   |  |             |             |  |  |       |       |
|  | Nederländerna  | 16          | Nederländerna | 8 (4) |               |               |   |  |             |             |  |  |       |       |
|  | Nederländerna  | 16          | 14 februari   |       |               |               |   |  |             |             |  |  |       |       |
|  | Kina           | 14          |               |       |               |               |   |  |             |             |  |  |       |       |
|  | Kina           | 14          | Ungern (Str.) | 9 (4) |               |               |   |  |             |             |  |  |       |       |
|  |                |             | Ungern (Str.) | 9 (4) |               |               |   |  |             |             |  |  |       |       |
|  |                | Grekland    | 9 (2)         |       | Bronsmatch    | Bronsmatch    |   |  |             |             |  |  |       |       |
|  |                | Grekland    | 9 (2)         |       | Bronsmatch    | Bronsmatch    |   |  |             |             |  |  |       |       |
|  | 12 februari    | 12 februari |               |       | 16 februari   | 16 februari   |   |  |             |             |  |  |       |       |
|  | 12 februari    | 12 februari |               |       | 16 februari   | 16 februari   |   |  |             |             |  |  |       |       |
|  | Italien        | 12          | Spanien       | 10    |               |               |   |  |             |             |  |  |       |       |
|  | Italien        | 12          | Spanien       | 10    | 10 februari   |               |   |  |             |             |  |  |       |       |
|  |                |             | Grekland      | 14    |               | Grekland      | 9 |  |             |             |  |  |       |       |
|  | Kazakstan      | 5           | Grekland      | 14    |               | Grekland      | 9 |  |             |             |  |  |       |       |
|  | Kazakstan      | 5           |               |       |               |               |   |  |             |             |  |  |       |       |
|  | Grekland       | 24          |               |       |               |               |   |  |             |             |  |  |       |       |
|  | Grekland       | 24          |               |       |               |               |   |  |             |             |  |  |       |       |

### Slutspel
|       | 10 februari 2024 | Nederländerna | 16 – 14                      | Kina | Aspire Dome                                                   |                                                               |
| 12:00 | 12:00            | tre spelare 3 | (5–5, 3–2, 5–4, 3–3) Rapport | Lu 5 | Doha Domare: Jennifer McCall (USA) Lucas Letshabo (Sydafrika) | Doha Domare: Jennifer McCall (USA) Lucas Letshabo (Sydafrika) |
| 12:00 | 12:00            |               |                              |      | Doha Domare: Jennifer McCall (USA) Lucas Letshabo (Sydafrika) | Doha Domare: Jennifer McCall (USA) Lucas Letshabo (Sydafrika) |
| 12:00 | 12:00            |               |                              |      | Doha Domare: Jennifer McCall (USA) Lucas Letshabo (Sydafrika) | Doha Domare: Jennifer McCall (USA) Lucas Letshabo (Sydafrika) |

|       | 10 februari 2024 | Kazakstan     | 5 – 24                       | Grekland | Aspire Dome                                                             |                                                                         |
| 16:00 | 16:00            | fem spelare 1 | (2–8, 0–4, 1–7, 2–5) Rapport | Ninou 4  | Doha Domare: Ashleigh Kaeshler (Australien) Cheng Beng Guan (Singapore) | Doha Domare: Ashleigh Kaeshler (Australien) Cheng Beng Guan (Singapore) |
| 16:00 | 16:00            |               |                              |          | Doha Domare: Ashleigh Kaeshler (Australien) Cheng Beng Guan (Singapore) | Doha Domare: Ashleigh Kaeshler (Australien) Cheng Beng Guan (Singapore) |
| 16:00 | 16:00            |               |                              |          | Doha Domare: Ashleigh Kaeshler (Australien) Cheng Beng Guan (Singapore) | Doha Domare: Ashleigh Kaeshler (Australien) Cheng Beng Guan (Singapore) |

|       | 10 februari 2024 | Australien   | 20 – 8                       | Storbritannien   | Aspire Dome                                                         |                                                                     |
| 17:30 | 17:30            | A. Andrews 6 | (6–1, 6–2, 4–1, 4–4) Rapport | Cutler, Falvey 2 | Doha Domare: Natalia Markopoulou (Grekland) Yuri Maciel (Brasilien) | Doha Domare: Natalia Markopoulou (Grekland) Yuri Maciel (Brasilien) |
| 17:30 | 17:30            |              |                              |                  | Doha Domare: Natalia Markopoulou (Grekland) Yuri Maciel (Brasilien) | Doha Domare: Natalia Markopoulou (Grekland) Yuri Maciel (Brasilien) |
| 17:30 | 17:30            |              |                              |                  | Doha Domare: Natalia Markopoulou (Grekland) Yuri Maciel (Brasilien) | Doha Domare: Natalia Markopoulou (Grekland) Yuri Maciel (Brasilien) |

|       | 10 februari 2024 | Nya Zeeland | 12 – 14                      | Kanada    | Aspire Dome                                                         |                                                                     |
| 19:00 | 19:00            | Houghton 5  | (2–5, 3–5, 4–2, 3–2) Rapport | Crevier 3 | Doha Domare: Nóra Debreceni (Ungern) Viktor Salnichenko (Kazakstan) | Doha Domare: Nóra Debreceni (Ungern) Viktor Salnichenko (Kazakstan) |
| 19:00 | 19:00            |             |                              |           | Doha Domare: Nóra Debreceni (Ungern) Viktor Salnichenko (Kazakstan) | Doha Domare: Nóra Debreceni (Ungern) Viktor Salnichenko (Kazakstan) |
| 19:00 | 19:00            |             |                              |           | Doha Domare: Nóra Debreceni (Ungern) Viktor Salnichenko (Kazakstan) | Doha Domare: Nóra Debreceni (Ungern) Viktor Salnichenko (Kazakstan) |

### Kvartsfinaler
|       | 12 februari 2024 | USA         | 10 – 9                       | Australien     | Aspire Dome                                                   |                                                               |
| 16:00 | 16:00            | Musselman 3 | (2–2, 3–1, 3–0, 2–6) Rapport | fyra spelare 2 | Doha Domare: Frank Ohme (Tyskland) David Couper (Nya Zeeland) | Doha Domare: Frank Ohme (Tyskland) David Couper (Nya Zeeland) |
| 16:00 | 16:00            |             |                              |                | Doha Domare: Frank Ohme (Tyskland) David Couper (Nya Zeeland) | Doha Domare: Frank Ohme (Tyskland) David Couper (Nya Zeeland) |
| 16:00 | 16:00            |             |                              |                | Doha Domare: Frank Ohme (Tyskland) David Couper (Nya Zeeland) | Doha Domare: Frank Ohme (Tyskland) David Couper (Nya Zeeland) |

|       | 12 februari 2024 | Spanien | 12 – 9                       | Kanada    | Aspire Dome                                                    |                                                                |
| 17:30 | 17:30            | Forca 5 | (3–1, 4–1, 2–3, 3–4) Rapport | Crevier 3 | Doha Domare: Zhang Liang (Kina) Natalia Markopoulou (Grekland) | Doha Domare: Zhang Liang (Kina) Natalia Markopoulou (Grekland) |
| 17:30 | 17:30            |         |                              |           | Doha Domare: Zhang Liang (Kina) Natalia Markopoulou (Grekland) | Doha Domare: Zhang Liang (Kina) Natalia Markopoulou (Grekland) |
| 17:30 | 17:30            |         |                              |           | Doha Domare: Zhang Liang (Kina) Natalia Markopoulou (Grekland) | Doha Domare: Zhang Liang (Kina) Natalia Markopoulou (Grekland) |

|       | 12 februari 2024 | Ungern                     | 13 – 12                      | Nederländerna | Aspire Dome                                                       |                                                                   |
| 19:00 | 19:00            | Keszthelyi 3               | (1–1, 3–1, 1–2, 3–4) Rapport | tre spelare 2 | Doha Domare: Sébastien Dervieux (Frankrike) Jennifer McCall (USA) | Doha Domare: Sébastien Dervieux (Frankrike) Jennifer McCall (USA) |
| 19:00 | 19:00            |                            |                              |               | Doha Domare: Sébastien Dervieux (Frankrike) Jennifer McCall (USA) | Doha Domare: Sébastien Dervieux (Frankrike) Jennifer McCall (USA) |
| 19:00 | 19:00            | Straffsparksläggning 5 – 4 |                              |               | Doha Domare: Sébastien Dervieux (Frankrike) Jennifer McCall (USA) | Doha Domare: Sébastien Dervieux (Frankrike) Jennifer McCall (USA) |

|       | 12 februari 2024 | Italien   | 12 – 14                      | Grekland | Aspire Dome                                                         |                                                                     |
| 20:30 | 20:30            | Picozzi 3 | (0–3, 3–4, 4–4, 5–3) Rapport | Ninou 5  | Doha Domare: Matan Schwartz (Israel) Ashleigh Kaeshler (Australien) | Doha Domare: Matan Schwartz (Israel) Ashleigh Kaeshler (Australien) |
| 20:30 | 20:30            |           |                              |          | Doha Domare: Matan Schwartz (Israel) Ashleigh Kaeshler (Australien) | Doha Domare: Matan Schwartz (Israel) Ashleigh Kaeshler (Australien) |
| 20:30 | 20:30            |           |                              |          | Doha Domare: Matan Schwartz (Israel) Ashleigh Kaeshler (Australien) | Doha Domare: Matan Schwartz (Israel) Ashleigh Kaeshler (Australien) |

### Semifinaler
|       | 14 februari 2024 | USA     | 11 – 9                       | Spanien              | Aspire Dome                                                            |                                                                        |
| 16:00 | 16:00            | Flynn 3 | (3–1, 3–3, 4–3, 1–2) Rapport | Piralkova, E. Ruiz 3 | Doha Domare: Michiel Zwart (Nederländerna) Alessandro Severo (Italien) | Doha Domare: Michiel Zwart (Nederländerna) Alessandro Severo (Italien) |
| 16:00 | 16:00            |         |                              |                      | Doha Domare: Michiel Zwart (Nederländerna) Alessandro Severo (Italien) | Doha Domare: Michiel Zwart (Nederländerna) Alessandro Severo (Italien) |
| 16:00 | 16:00            |         |                              |                      | Doha Domare: Michiel Zwart (Nederländerna) Alessandro Severo (Italien) | Doha Domare: Michiel Zwart (Nederländerna) Alessandro Severo (Italien) |

|       | 14 februari 2024 | Ungern                     | 13 – 11                      | Grekland | Aspire Dome                                           |                                                       |
| 17:30 | 17:30            | Parkes 3                   | (3–3, 3–3, 1–1, 2–2) Rapport | Ninou 4  | Doha Domare: Frank Ohme (Tyskland) Zhang Liang (Kina) | Doha Domare: Frank Ohme (Tyskland) Zhang Liang (Kina) |
| 17:30 | 17:30            |                            |                              |          | Doha Domare: Frank Ohme (Tyskland) Zhang Liang (Kina) | Doha Domare: Frank Ohme (Tyskland) Zhang Liang (Kina) |
| 17:30 | 17:30            | Straffsparksläggning 4 – 2 |                              |          | Doha Domare: Frank Ohme (Tyskland) Zhang Liang (Kina) | Doha Domare: Frank Ohme (Tyskland) Zhang Liang (Kina) |

### Bronsmatch
|       | 16 februari 2024 | Spanien | 10 – 9                       | Grekland | Aspire Dome                                                          |                                                                      |
| 11:30 | 11:30            | Forca 3 | (2–1, 4–4, 1–1, 3–3) Rapport | Ninou 3  | Doha Domare: Michiel Zwart (Nederländerna) Hélène Painchaud (Kanada) | Doha Domare: Michiel Zwart (Nederländerna) Hélène Painchaud (Kanada) |
| 11:30 | 11:30            |         |                              |          | Doha Domare: Michiel Zwart (Nederländerna) Hélène Painchaud (Kanada) | Doha Domare: Michiel Zwart (Nederländerna) Hélène Painchaud (Kanada) |
| 11:30 | 11:30            |         |                              |          | Doha Domare: Michiel Zwart (Nederländerna) Hélène Painchaud (Kanada) | Doha Domare: Michiel Zwart (Nederländerna) Hélène Painchaud (Kanada) |

### Final
|       | 16 februari 2024 | USA      | 8 – 7                        | Ungern              | Aspire Dome                                                     |                                                                 |
| 17:30 | 17:30            | Fattal 3 | (3–2, 2–2, 0–1, 3–2) Rapport | Garda, Keszthelyi 2 | Doha Domare: Xavi Buch (Spanien) Natalia Markopoulou (Grekland) | Doha Domare: Xavi Buch (Spanien) Natalia Markopoulou (Grekland) |
| 17:30 | 17:30            |          |                              |                     | Doha Domare: Xavi Buch (Spanien) Natalia Markopoulou (Grekland) | Doha Domare: Xavi Buch (Spanien) Natalia Markopoulou (Grekland) |
| 17:30 | 17:30            |          |                              |                     | Doha Domare: Xavi Buch (Spanien) Natalia Markopoulou (Grekland) | Doha Domare: Xavi Buch (Spanien) Natalia Markopoulou (Grekland) |

## Placeringsmatcher

### 13:e–16:e plats
|  | Semifinaler om plats 13–16 | Semifinaler om plats 13–16 |                     |    | Match om 13:e plats | Match om 13:e plats |
|  |                            |                            |                     |    |                     |                     |
|  | 10 februari                |                            |                     |    |                     |                     |
|  |                            |                            |                     |    |                     |                     |
|  | Brasilien                  | 8                          |                     |    |                     |                     |
|  | Brasilien                  | 8                          | 12 februari         |    |                     |                     |
|  | Frankrike                  | 17                         |                     |    |                     |                     |
|  | Frankrike                  | 17                         | Frankrike           | 19 |                     |                     |
|  | 10 februari                |                            | Frankrike           | 19 |                     |                     |
|  |                            | Sydafrika                  | 8                   |    |                     |                     |
|  | Singapore                  | Sydafrika                  | 8                   | 6  |                     |                     |
|  | Singapore                  |                            |                     | 6  |                     |                     |
|  | Sydafrika                  | 20                         |                     |    |                     |                     |
|  | Sydafrika                  | 20                         | Match om 15:e plats |    |                     |                     |
|  |                            |                            |                     |    |                     |                     |
|  | 12 februari                |                            |                     |    |                     |                     |
|  |                            |                            |                     |    |                     |                     |
|  | Brasilien                  | 18                         |                     |    |                     |                     |
|  | Brasilien                  | 18                         |                     |    |                     |                     |
|  | Singapore                  | 2                          |                     |    |                     |                     |

#### Semifinaler om plats 13–16
|       | 10 februari 2024 | Brasilien | 8 – 17                       | Frankrike          | Aspire Dome                                                  |                                                              |
| 09:00 | 09:00            | Belorio 4 | (1–4, 1–3, 2–5, 4–5) Rapport | Hertzka, Vernoux 4 | Doha Domare: Hélène Painchaud (Kanada) Asumi Tsuzaki (Japan) | Doha Domare: Hélène Painchaud (Kanada) Asumi Tsuzaki (Japan) |
| 09:00 | 09:00            |           |                              |                    | Doha Domare: Hélène Painchaud (Kanada) Asumi Tsuzaki (Japan) | Doha Domare: Hélène Painchaud (Kanada) Asumi Tsuzaki (Japan) |
| 09:00 | 09:00            |           |                              |                    | Doha Domare: Hélène Painchaud (Kanada) Asumi Tsuzaki (Japan) | Doha Domare: Hélène Painchaud (Kanada) Asumi Tsuzaki (Japan) |

|       | 10 februari 2024 | Singapore | 6 – 20                       | Sydafrika  | Aspire Dome                                                         |                                                                     |
| 10:30 | 10:30            | Yap 2     | (3–4, 1–5, 0–5, 2–6) Rapport | Versfeld 4 | Doha Domare: Giuliana Nicolosi (Italien) David Couper (Nya Zeeland) | Doha Domare: Giuliana Nicolosi (Italien) David Couper (Nya Zeeland) |
| 10:30 | 10:30            |           |                              |            | Doha Domare: Giuliana Nicolosi (Italien) David Couper (Nya Zeeland) | Doha Domare: Giuliana Nicolosi (Italien) David Couper (Nya Zeeland) |
| 10:30 | 10:30            |           |                              |            | Doha Domare: Giuliana Nicolosi (Italien) David Couper (Nya Zeeland) | Doha Domare: Giuliana Nicolosi (Italien) David Couper (Nya Zeeland) |

#### Match om 15:e plats
|       | 12 februari 2024 | Brasilien     | 18 – 2                       | Singapore  | Aspire Dome                                                            |                                                                        |
| 09:00 | 09:00            | tre spelare 3 | (4–0, 2–0, 4–0, 8–2) Rapport | Lee, Lim 1 | Doha Domare: Viktor Salnichenko (Kazakstan) Lucas Letshabo (Sydafrika) | Doha Domare: Viktor Salnichenko (Kazakstan) Lucas Letshabo (Sydafrika) |
| 09:00 | 09:00            |               |                              |            | Doha Domare: Viktor Salnichenko (Kazakstan) Lucas Letshabo (Sydafrika) | Doha Domare: Viktor Salnichenko (Kazakstan) Lucas Letshabo (Sydafrika) |
| 09:00 | 09:00            |               |                              |            | Doha Domare: Viktor Salnichenko (Kazakstan) Lucas Letshabo (Sydafrika) | Doha Domare: Viktor Salnichenko (Kazakstan) Lucas Letshabo (Sydafrika) |

#### Match om 13:e plats
|       | 12 februari 2024 | Frankrike | 19 – 8                       | Sydafrika         | Aspire Dome                                                      |                                                                  |
| 10:30 | 10:30            | Vernoux 5 | (5–0, 5–3, 6–3, 3–2) Rapport | Geber, Versfeld 2 | Doha Domare: Yuri Maciel (Brasilien) Cheng Beng Guan (Singapore) | Doha Domare: Yuri Maciel (Brasilien) Cheng Beng Guan (Singapore) |
| 10:30 | 10:30            |           |                              |                   | Doha Domare: Yuri Maciel (Brasilien) Cheng Beng Guan (Singapore) | Doha Domare: Yuri Maciel (Brasilien) Cheng Beng Guan (Singapore) |
| 10:30 | 10:30            |           |                              |                   | Doha Domare: Yuri Maciel (Brasilien) Cheng Beng Guan (Singapore) | Doha Domare: Yuri Maciel (Brasilien) Cheng Beng Guan (Singapore) |

### 9:e–12:e plats
|  | Semifinaler om plats 9–12 | Semifinaler om plats 9–12 |                     |    | Match om 9:e plats | Match om 9:e plats |
|  |                           |                           |                     |    |                    |                    |
|  | 12 februari               |                           |                     |    |                    |                    |
|  |                           |                           |                     |    |                    |                    |
|  | Kina                      | 15                        |                     |    |                    |                    |
|  | Kina                      | 15                        | 14 februari         |    |                    |                    |
|  | Storbritannien            | 10                        |                     |    |                    |                    |
|  | Storbritannien            | 10                        | Kina                | 15 |                    |                    |
|  | 12 februari               |                           | Kina                | 15 |                    |                    |
|  |                           | Nya Zeeland               | 16                  |    |                    |                    |
|  | Kazakstan                 | Nya Zeeland               | 16                  | 8  |                    |                    |
|  | Kazakstan                 |                           |                     | 8  |                    |                    |
|  | Nya Zeeland               | 23                        |                     |    |                    |                    |
|  | Nya Zeeland               | 23                        | Match om 11:e plats |    |                    |                    |
|  |                           |                           |                     |    |                    |                    |
|  | 14 februari               |                           |                     |    |                    |                    |
|  |                           |                           |                     |    |                    |                    |
|  | Storbritannien            | 8                         |                     |    |                    |                    |
|  | Storbritannien            | 8                         |                     |    |                    |                    |
|  | Kazakstan                 | 6                         |                     |    |                    |                    |

#### Semifinaler om plats 9–12
|       | 12 februari 2024 | Kina          | 15 – 10                      | Storbritannien | Aspire Dome                                                |                                                            |
| 12:00 | 12:00            | tre spelare 3 | (4–2, 5–3, 2–1, 4–4) Rapport | Turner 4       | Doha Domare: Asumi Tsuzaki (Japan) Nóra Debreceni (Ungern) | Doha Domare: Asumi Tsuzaki (Japan) Nóra Debreceni (Ungern) |
| 12:00 | 12:00            |               |                              |                | Doha Domare: Asumi Tsuzaki (Japan) Nóra Debreceni (Ungern) | Doha Domare: Asumi Tsuzaki (Japan) Nóra Debreceni (Ungern) |
| 12:00 | 12:00            |               |                              |                | Doha Domare: Asumi Tsuzaki (Japan) Nóra Debreceni (Ungern) | Doha Domare: Asumi Tsuzaki (Japan) Nóra Debreceni (Ungern) |

|       | 12 februari 2024 | Kazakstan  | 8 – 23                       | Nya Zeeland | Aspire Dome                                                        |                                                                    |
| 13:30 | 13:30            | Mirshina 3 | (2–6, 1–5, 3–7, 2–5) Rapport | McDowall 11 | Doha Domare: Giuliana Nicolosi (Italien) Hélène Painchaud (Kanada) | Doha Domare: Giuliana Nicolosi (Italien) Hélène Painchaud (Kanada) |
| 13:30 | 13:30            |            |                              |             | Doha Domare: Giuliana Nicolosi (Italien) Hélène Painchaud (Kanada) | Doha Domare: Giuliana Nicolosi (Italien) Hélène Painchaud (Kanada) |
| 13:30 | 13:30            |            |                              |             | Doha Domare: Giuliana Nicolosi (Italien) Hélène Painchaud (Kanada) | Doha Domare: Giuliana Nicolosi (Italien) Hélène Painchaud (Kanada) |

#### Match om 11:e plats
|       | 14 februari 2024 | Storbritannien | 8 – 6                        | Kazakstan              | Aspire Dome                                                    |                                                                |
| 09:00 | 09:00            | Tafazolli 4    | (3–1, 2–2, 0–3, 3–0) Rapport | Novikova, Rakhmanova 2 | Doha Domare: Cheng Beng Guan (Singapore) Asumi Tsuzaki (Japan) | Doha Domare: Cheng Beng Guan (Singapore) Asumi Tsuzaki (Japan) |
| 09:00 | 09:00            |                |                              |                        | Doha Domare: Cheng Beng Guan (Singapore) Asumi Tsuzaki (Japan) | Doha Domare: Cheng Beng Guan (Singapore) Asumi Tsuzaki (Japan) |
| 09:00 | 09:00            |                |                              |                        | Doha Domare: Cheng Beng Guan (Singapore) Asumi Tsuzaki (Japan) | Doha Domare: Cheng Beng Guan (Singapore) Asumi Tsuzaki (Japan) |

#### Match om 9:e plats
|       | 14 februari 2024 | Kina | 15 – 16                      | Nya Zeeland | Aspire Dome                                                             |                                                                         |
| 10:30 | 10:30            | Lu 5 | (4–4, 3–5, 3–4, 5–3) Rapport | Houghton 5  | Doha Domare: Viktor Salnichenko (Kazakstan) Giuliana Nicolosi (Italien) | Doha Domare: Viktor Salnichenko (Kazakstan) Giuliana Nicolosi (Italien) |
| 10:30 | 10:30            |      |                              |             | Doha Domare: Viktor Salnichenko (Kazakstan) Giuliana Nicolosi (Italien) | Doha Domare: Viktor Salnichenko (Kazakstan) Giuliana Nicolosi (Italien) |
| 10:30 | 10:30            |      |                              |             | Doha Domare: Viktor Salnichenko (Kazakstan) Giuliana Nicolosi (Italien) | Doha Domare: Viktor Salnichenko (Kazakstan) Giuliana Nicolosi (Italien) |

### 5:e–8:e plats
|  | Semifinaler om plats 5–8 | Semifinaler om plats 5–8 |                    |    | Match om 5:e plats | Match om 5:e plats |
|  |                          |                          |                    |    |                    |                    |
|  | 14 februari              |                          |                    |    |                    |                    |
|  |                          |                          |                    |    |                    |                    |
|  | Australien               | 10                       |                    |    |                    |                    |
|  | Australien               | 10                       | 16 februari        |    |                    |                    |
|  | Kanada                   | 8                        |                    |    |                    |                    |
|  | Kanada                   | 8                        | Australien         | 8  |                    |                    |
|  | 14 februari              |                          | Australien         | 8  |                    |                    |
|  |                          | Nederländerna            | 10                 |    |                    |                    |
|  | Nederländerna            | Nederländerna            | 10                 | 10 |                    |                    |
|  | Nederländerna            |                          |                    | 10 |                    |                    |
|  | Italien                  | 5                        |                    |    |                    |                    |
|  | Italien                  | 5                        | Match om 7:e plats |    |                    |                    |
|  |                          |                          |                    |    |                    |                    |
|  | 16 februari              |                          |                    |    |                    |                    |
|  |                          |                          |                    |    |                    |                    |
|  | Kanada                   | 12                       |                    |    |                    |                    |
|  | Kanada                   | 12                       |                    |    |                    |                    |
|  | Italien                  | 18                       |                    |    |                    |                    |

#### Semifinaler om plats 5–8
|       | 14 februari 2024 | Australien | 10 – 8                       | Kanada   | Aspire Dome                                                           |                                                                       |
| 12:00 | 12:00            | Williams 3 | (3–1, 0–2, 2–3, 5–2) Rapport | Wright 3 | Doha Domare: Darren Spiritosanto (USA) Sébastien Dervieux (Frankrike) | Doha Domare: Darren Spiritosanto (USA) Sébastien Dervieux (Frankrike) |
| 12:00 | 12:00            |            |                              |          | Doha Domare: Darren Spiritosanto (USA) Sébastien Dervieux (Frankrike) | Doha Domare: Darren Spiritosanto (USA) Sébastien Dervieux (Frankrike) |
| 12:00 | 12:00            |            |                              |          | Doha Domare: Darren Spiritosanto (USA) Sébastien Dervieux (Frankrike) | Doha Domare: Darren Spiritosanto (USA) Sébastien Dervieux (Frankrike) |

|       | 14 februari 2024 | Nederländerna             | 10 – 5                       | Italien    | Aspire Dome                                                |                                                            |
| 14:30 | 14:30            | L. Rogge, van de Kraats 3 | (5–1, 2–3, 1–1, 2–0) Rapport | Giustini 2 | Doha Domare: Boris Margeta (Slovenien) György Kun (Ungern) | Doha Domare: Boris Margeta (Slovenien) György Kun (Ungern) |
| 14:30 | 14:30            |                           |                              |            | Doha Domare: Boris Margeta (Slovenien) György Kun (Ungern) | Doha Domare: Boris Margeta (Slovenien) György Kun (Ungern) |
| 14:30 | 14:30            |                           |                              |            | Doha Domare: Boris Margeta (Slovenien) György Kun (Ungern) | Doha Domare: Boris Margeta (Slovenien) György Kun (Ungern) |

#### Match om 7:e plats
|       | 16 februari 2024 | Kanada  | 12 – 18                      | Italien    | Aspire Dome                                                      |                                                                  |
| 10:00 | 10:00            | Bakoc 4 | (4–5, 4–6, 1–2, 3–5) Rapport | Bianconi 5 | Doha Domare: Boris Margeta (Slovenien) Darren Spiritosanto (USA) | Doha Domare: Boris Margeta (Slovenien) Darren Spiritosanto (USA) |
| 10:00 | 10:00            |         |                              |            | Doha Domare: Boris Margeta (Slovenien) Darren Spiritosanto (USA) | Doha Domare: Boris Margeta (Slovenien) Darren Spiritosanto (USA) |
| 10:00 | 10:00            |         |                              |            | Doha Domare: Boris Margeta (Slovenien) Darren Spiritosanto (USA) | Doha Domare: Boris Margeta (Slovenien) Darren Spiritosanto (USA) |

#### Match om 5:e plats
|       | 16 februari 2024 | Australien | 8 – 10                       | Nederländerna   | Aspire Dome                                                |                                                            |
| 16:00 | 16:00            | Kearns 3   | (1–2, 5–1, 1–3, 1–4) Rapport | Van de Kraats 3 | Doha Domare: Jennifer McCall (USA) Nóra Debreceni (Ungern) | Doha Domare: Jennifer McCall (USA) Nóra Debreceni (Ungern) |
| 16:00 | 16:00            |            |                              |                 | Doha Domare: Jennifer McCall (USA) Nóra Debreceni (Ungern) | Doha Domare: Jennifer McCall (USA) Nóra Debreceni (Ungern) |
| 16:00 | 16:00            |            |                              |                 | Doha Domare: Jennifer McCall (USA) Nóra Debreceni (Ungern) | Doha Domare: Jennifer McCall (USA) Nóra Debreceni (Ungern) |

## Slutställning
| Placering | Lag            |
| --------- | -------------- |
| 1         | USA            |
| 2         | Ungern         |
| 3         | Spanien        |
| 4         | Grekland       |
| 5         | Nederländerna  |
| 6         | Australien     |
| 7         | Italien        |
| 8         | Kanada         |
| 9         | Nya Zeeland    |
| 10        | Kina           |
| 11        | Storbritannien |
| 12        | Kazakstan      |
| 13        | Frankrike      |
| 14        | Sydafrika      |
| 15        | Brasilien      |
| 16        | Singapore      |

|  | Kvalificerad till olympiska sommarspelen 2024 |

| Världsmästare 2024 · USA · Åttonde titeln |

## Statistik och priser

### Bästa målgörare
| Placering | Namn                 | Mål | Skott | %   |
| --------- | -------------------- | --- | ----- | --- |
| 1         | Morgan McDowall      | 31  | 42    | 74  |
| 2         | Eirini Ninou         | 24  | 37    | 65  |
| 3         | Rita Keszthelyi      | 20  | 37    | 54  |
| 4         | Kitty-Lynn Joustra   | 19  | 19    | 100 |
| 5         | Emmerson Houghton    | 18  | 47    | 38  |
| 6         | Gréta Gurisatti      | 17  | 33    | 52  |
| 6         | Simone van de Kraats | 17  | 25    | 68  |
| 6         | Alice Williams       | 17  | 32    | 53  |
| 9         | Roberta Bianconi     | 16  | 33    | 48  |
| 9         | Sofia Giustini       | 16  | 27    | 59  |
| 9         | Zhang Jing           | 16  | 31    | 52  |

### Priser
Priserna meddelades den 16 februari 2024.
| All star-lag            | All star-lag         |
| ----------------------- | -------------------- |
| Målvakt                 | Ashleigh Johnson     |
| Central anfallare       | Maica García         |
| Utespelare              | Jenna Flynn          |
| Utespelare              | Rita Keszthelyi      |
| Utespelare              | Morgan McDowall      |
| Utespelare              | Eleftheria Plevritou |
| Utespelare              | Simone van de Kraats |
| Övriga priser           |                      |
| Mest värdefulla spelare | Rita Keszthelyi      |
| Bästa målvakt           | Ashleigh Johnson     |